# Dactyloctenium ctenoides
Dactyloctenium ctenoides är en gräsart som först beskrevs av Ernst Gottlieb von Steudel, och fick sitt nu gällande namn av Jean Marie Bosser. Dactyloctenium ctenoides ingår i släktet knapphirser, och familjen gräs. Inga underarter finns listade i Catalogue of Life.